# Сичик-горобець бурий
Си́чик-горобе́ць бурий (Glaucidium parkeri) — вид совоподібних птахів родини совових (Strigidae). Мешкає в Андах. Вид названий на честь американського орнітолога Теодора Паркера III.

## Опис
Довжина птаха становить 14-14,5 см. Забарвлення існує у двох морфах: поширеній коричневій і рідкісній рудій. Верхня частина голови сірувато-коричнева, поцяткована білими плямами, на скронях білі плями. На потилиці є дві темних плями, що нагадують очі і слугують до відлякування і обману. Спина і надхвістя темно-коричневі, хвіст чорнуватий, поцяткований білими смугами. Нижня частина тіла біла, поцяткована широкими тьмяними рудувато-оливково-коричневими смугами. Очі жовті, дзьоб жовтувато-зелений, лапи жовті.

## Поширення і екологія
Бурі сичики-горобці мешкають на східних схилах Анд на крайньому південному заході Колумбії, в Еквадорі і Перу, можливо, також на північному заході Болівії. Вони живуть у вологих гірських і хмарних тропічних лісах, зустрічаються переважно на висоті від 1450 до 1975 м над рівнем моря. Бурі сичики-горобці живляться переважно комахами та іншими безхребетними, а також дрібними птахами, плазунами і ссавцями. Гніздяться в дуплах дерев, часто використовують покинуті дупла дятлів. В кладці від 2 до 4 яєць.